# Форбс, Стэнхоуп
Стэнхоуп Александер Форбс (англ. Stanhope Alexander Forbes, род. 18 ноября 1857 г. Дублин — ум. 2 марта 1947 г. Ньюлин, Корнуолл) — ирландский художник, один из виднейших представителей колонии художников Ньюлинской школы.

## Жизнь и творчество
С.Форбс родился в семье высокопоставленного железнодорожного чиновника, ирландца. Мать художника была француженкой. Форбс начал учиться рисовать в Лондоне, в школе искусств Ламбет, а с 1876 года — в школе Королевской академии. В 1877 он берёт отпуск и уезжает на родину, в Ирландию, где совершенствуется в пейзажной живописи.
В 1880 году С.Форбс приезжает в Париж и учится в художественной мастерской Леона Бонна. В 1881 он и художник Генри Ла Танге совершают поездку с Бретань, в городок Канкаль. Во время этого пребывания во Франции художники знакомятся с новой техникой живописи — под открытым небом (пленэр), оказавшей большое влияние на последующее творчество Форбса. В 1883 году он вновь посещает Бретань и останавливается в Кемперле, где знакомится с такими мастерами живописи, как Ральф Тодд, Норман Гарстин, Натаниэль Хилл, Уолтер Осборн и др.
В 1882 году работы Форбса выставляются в Королевской академии художеств, в 1884 году — в Королевской Гибернийской Академии. В январе 1884 года он приезжает в Корнуолл и становится одним из ведущих членов Ньюлинской школы. Как художник С.Форбс к этому времени пользовался большим успехом; его работы выставляются в Королевской академии художеств и приобретаются различными художественными галереями, в том числе Тейт. Форбс был также одним из основателей Нового английского художественного клуба. В 1889 году Стэнхоуп и его супруга Элизабет Форбс, тоже художник, открывают в Ньюлине свою школу живописи. В 1910 году Стэнхоуп А.Форбс становится членом Королевской академии художеств. Художник продолжал писать картины вплоть до глубокой старости.

## Галерея
- Работы Стэнхоупа Форбса